# Michele Ruggiero
Pour les articles homonymes, voir Ruggiero.
Cet article possède un paronyme, voir Michele Ruggieri.
Michele Ruggiero, né le 24 décembre 1811 à Naples et mort le 19 mars 1900 dans la même ville, est un architecte et un archéologue italien.
Sa carrière professionnelle se déroule entièrement à Naples et ses fouilles se concentrent sur Pompéi, Herculanum et les sites voisins.

## Biographie
Michele Ruggiero naît le 24 décembre 1811 à Naples où son père, chirurgien, enseigne à l'université.

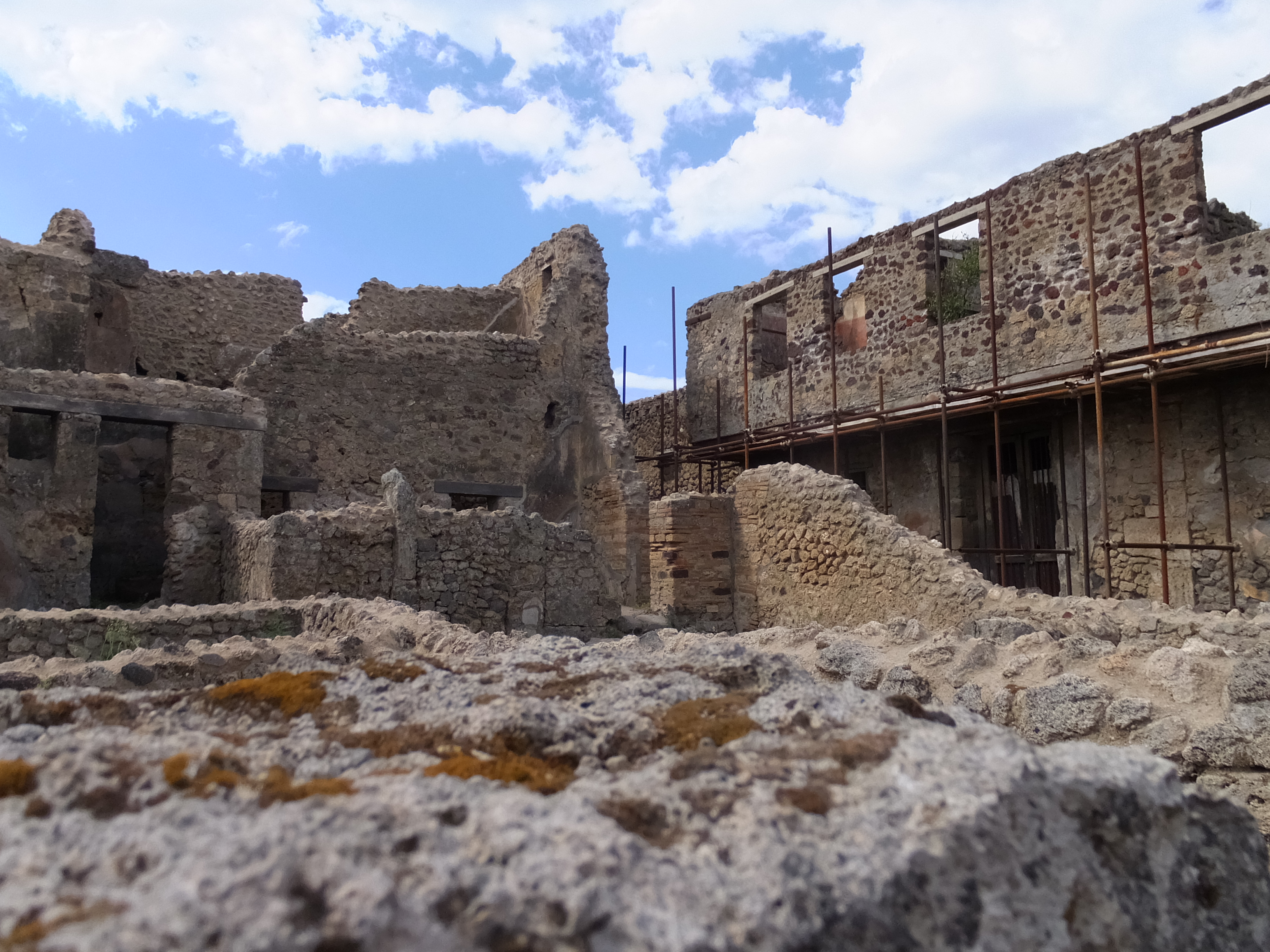
Maison du Balcon Suspendu.

Dès 1841, il est architecte au bureau technique municipal de Naples. Il participe aux fouilles des thermes de Stabies à Pompéi de 1853 à 1858.
Il figure comme architecte et directeur des fouilles à Pompéi et Pouzzoles de 1860 à 1865, architecte du musée archéologique national de Naples de 1862 à 1866 et directeur des fouilles de Pompéi de 1866 à 1874.
À la faveur d'une réorganisation des services administratifs, il succède à Giuseppe Fiorelli en 1875 à la tête du bureau technique des fouilles de Pompéi jusqu'en 1893 ; dans cette fonction, il s'attache autant à la découverte de nouveau vestiges qu'à la préservation et à la restauration de ceux déjà existants, comme la maison du Balcon Suspendu. Il est remplacé par Giulio De Petra.
Michele Ruggiero meurt le 19 mars 1900 à Naples.

## Publications
- (it) « Intorno alle presenti condizioni dell'architettura in italia », Il progresso delle scienze, delle lettere e delle arti, vol. I,‎ 1832, p. 146-157.
- (it) « Di alcune opere di litografia napolitana », Il progresso delle scienze, delle lettere e delle arti, vol. II,‎ 1832, p. 322-331.
- (it) Alcuni monumenti sepolcrali fatti in Napoli, Naples, Stamperia e cartere del Fibreno, 1851, 43 et IX p. (lire en ligne).
- (it) Pompei e la regione sotterrata dal Vesuvio nell'anno LXXIX  (comme directeur de la publication), Naples, Giannini, 1879, 534 p.
- (it) Degli scavi di Stabia dal MDCCXLIX al MDCCLXXXII, Tip. dell'Accademia Reale delle Scienze, 1881, 330 et XX p.